# Ercé-près-Liffré
Ercé-près-Liffré település Franciaországban, Ille-et-Vilaine megyében. Lakosainak száma 2010 fő (2022. január 1.). Ercé-près-Liffré Chasné-sur-Illet, Gahard, Gosné, Liffré, Saint-Aubin-d’Aubigné és Saint-Aubin-du-Cormier községekkel határos.

## Népesség
A település népességének változása:
| Lakosok száma | 813  | 1024 | 1122 | 1742 | 1750 | 1761 | 1808 | 1949 | 1965 | 2010 |
|               | 1968 | 1982 | 1990 | 2006 | 2013 | 2015 | 2017 | 2019 | 2020 | 2022 |